# استان لامپا
استان لامپا (به اسپانیایی: Provincia de Lampa) یک استان در پرو است که در منطقه پونو واقع شده‌است. استان لامپا ۵٬۹۹۱٫۷۳ کیلومتر مربع مساحت و ۴۰٬۸۵۶ نفر جمعیت دارد و ۳٬۸۹۲ متر بالاتر از سطح دریا واقع شده‌است.